# 묘코지 (니가타시)
묘코지 (일본어: 妙光寺)는 일본 니가타 현(新潟県) 니가타 시(新潟市) 니시칸 구(西蒲区) 가쿠다하마(角田浜) 바닷가에 있는 일련종 불교 사찰이다. 산호는 가쿠다잔(角田山) . 옛 본산은 대본산 혼코쿠지(大本山本圀寺, 로쿠조몬류), 전사법연(奠師法縁, 전통회奠統会), 가쿠다하마(角田浜) 이렇게 세 가지 제목으로 알려져 있다.

## 역사
가마쿠라 시대인 분에이(文永) 8년(1271년), 데라하마(寺泊)로부터 뱃길로 사도로 유배되었던 승려 니치렌(日蓮)이 강풍으로 가쿠다하마에 표착하였을 때, 그곳에서 동굴에 똬리를 틀고 있던 사악한 뱀(훗날 시치멘 대명신으로 불리게 된다)를 교화하고 안(岸), 암(岩), 파(波) 이렇게 세 글자를 써 놓았다고 한다.
이후 쇼와(正和) 2년(1313년)에 니치렌과 연고가 있는 땅이라 하여 니치렌의 손제자 니치인(日印, 대본산 혼코쿠지)가 이곳에 묘호지(妙法寺)를 지은 것이 묘코지의 기원이 되었다.
당초는 니치렌이 쓴 세 글자에 맞춰서 묘호지 ・ 렌게지(蓮華寺) ・ 교오지(経王寺) 이렇게 세 곳이 있었는데,  훗날 렌게지와 교오지가 다른 곳으로 이전하고 묘호지도 이름을 묘코지(妙光寺)로 고쳤다.
그 후 2번의 화재를 당해, 호레키(宝暦) 14년(1764년)에 본당이 재건되었다.
1989년, 영대공양(永代供養)의 묘라 하여 사찰 경내에 납골묘원인 「안온묘」(安穏廟)를 세웠다. 한국의 소설가 손창섭(1922~2010)의 납골묘도 이곳에 위치하고 있다.

## 경내

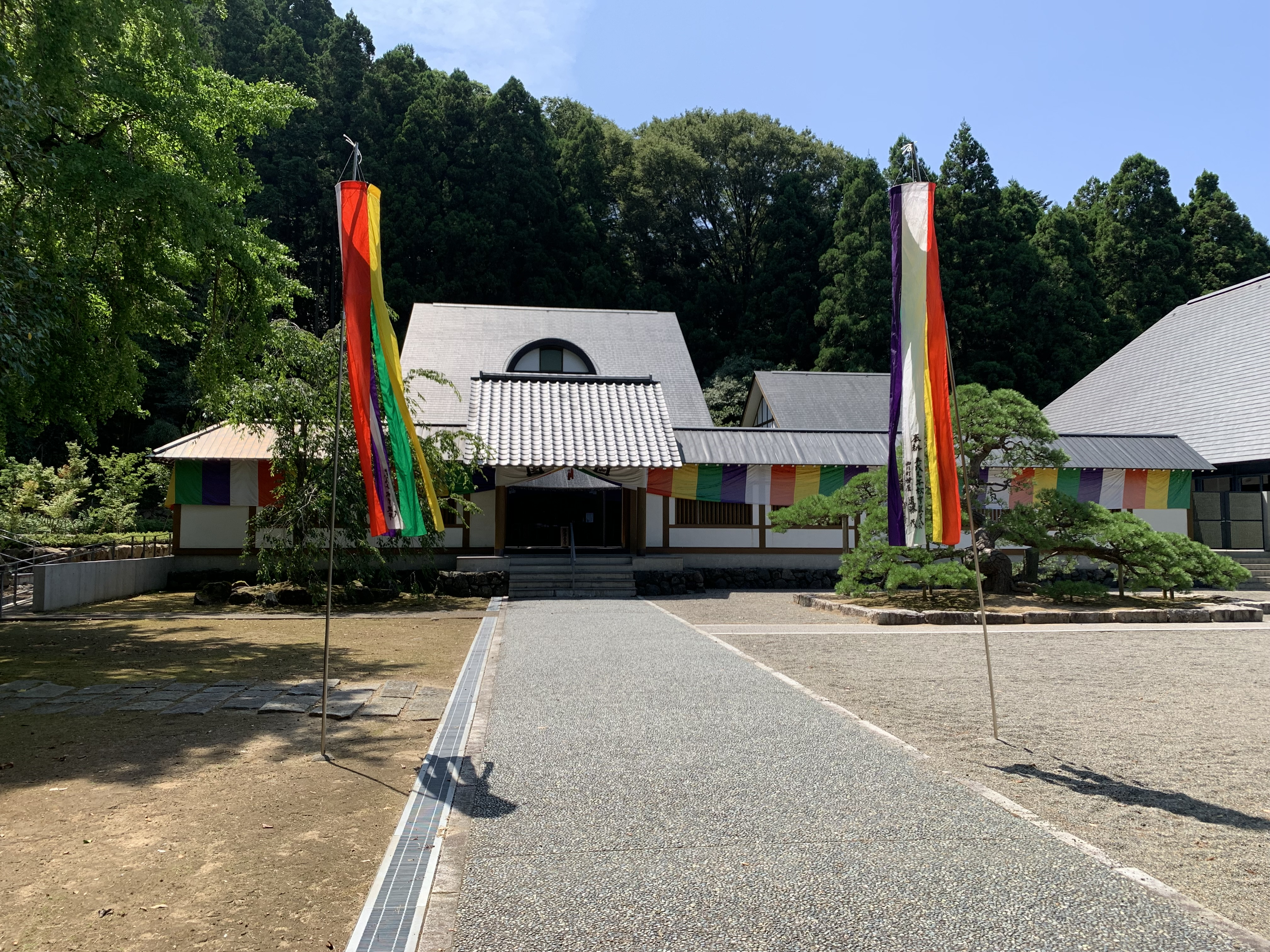
묘코지 본당

- 본당 - 2001년 건축가 나카자와 도시아키(中澤敏彰)의 설계로 재건되었다.
- 객전(客殿) - 호레키 14년(1764년)에 재건된 것을 1981년 건축가 자타니 마사히로(茶谷正洋)의 설계로 사야도(鞘堂)를 지어 보존한 것이다.
- 산문(山門) - 에도 막부 말기인 분카(文化) 연간(1814~1817)에 세운 것이라고 전한다. 2006년 일본 등록유형문화재로 지정되었다.
- 삼중소탑(三重小塔) - 에도 시대 말기 무렵에 다른 곳에서 이축되어 왔다고 전해지고 있다. 2004년 건축가 야마자키 간이치(山崎完一)의 감수로 해체 수리가 행해졌다. 2006년 일본의 국가등록유형문화재가 되었다.
- 종루(鐘楼) - 2006년 국가의 등록 유형 문화재가 되었다.
- 조사당(祖師堂) - 옛 본당의 내진 부분을 재생한 것이다.
  - 건축가 노자와 기요시(野沢清)가 설계한 정원이 있다.

## 문화재

### 등록유형문화재(일본 국가 등록)
- 산문
- 삼중소탑
- 종루

## 교통 수단
- 니가타 교통 관광 버스 「가쿠다 묘코지 입구」(角田妙光寺入口) 버스 정류장에서 도보로 약 7분 거리이다.

## 관련 자료
- 이치카와 토모야스 『니치렌 성인이 걸어온 길』수서방( 1989년, 128~130쪽 참조)